# George Campbell (1719-1796)
Pour les articles homonymes, voir George Campbell et Campbell.
George Campbell (Aberdeen, 25 décembre 1719 - 6 avril 1796).
Il est professeur de théologie à Aberdeen, puis directeur du collège Mareschal dans la même ville. 
On a de lui :
- une Dissertation sur les miracles (1763), contre David Hume
- la Philosophie de la Rhétorique, 1776.

## Source
Cet article comprend des extraits du Dictionnaire Bouillet. Il est possible de supprimer cette indication, si le texte reflète le savoir actuel sur ce thème, si les sources sont citées, s'il satisfait aux exigences linguistiques actuelles et s'il ne contient pas de propos qui vont à l'encontre des règles de neutralité de Wikipédia.